# Adoretus villicollis
Adoretus villicollis är en skalbaggsart som beskrevs av Ohaus 1914. Adoretus villicollis ingår i släktet Adoretus och familjen Rutelidae. Inga underarter finns listade i Catalogue of Life.